# Districtul Al-Bab
Diatrictul Al-Bab (în arabă منطقة الباب, transliterat: manṭiqat Al-Bāb) este un district din Guvernoratul Alep, în nordul Siriei, având capitala la Al-Bab. La data recensământului populației din anul 2004, districtul avea o populație de 201.589 persoane.

## Subdistricte
Districtul Al-Bab este împărțit în câte patru subdistricte (nawāḥī):
| Cod      | Nume                 | Zonă       | Populație1) | Sate   | Capitală |
| -------- | -------------------- | ---------- | ----------- | ------ | -------- |
| SY020200 | Subdistrictul Al-Bab | 489,28 km² | 112.219     | al-Bab |          |
| SY020201 | Subdistrictul Tadef  | 321,24 km² | 41.951      | Tadef  |          |
| SY020202 | Subdistrictul Al-Rai | 352,30 km² | 15.378      | al-Rai |          |
| SY020203 | Subdistrictul Arima  | 317,38 km² | 32.041      | Arima  |          |

1) Datele privind populația sunt cele valabile pentru anul 2004;